# Шо (језеро)
Шо (рус. Озеро Шо; блр. Возера Шо) језеро је у Глибочком рејону у северозападном делу Витепске области, на северу Белорусије. Језеро се налази на око 26 км источно од града Глибокаје.

## Физичке карактеристике
Језеро Шо испуњава плитку депресију површине 7,65 км² и представља остатак некада великог и знатно пространијег периглацијалног језера. Ка језеру се одводњава територија површине око 110 км². Просечне дубине језера су око 1,9 метара, док је максимална дубина 3,1 метар. Обална равница је нешто замочваренија и прекривена тресетом једино на западном делу.
Дно је доста равно, а због мале дубине температура језерске воде је уједначена на свим дубинама. Језерска вода је доста чиста те је и прозрачност велика, и до 2 метра.
У језеро се улива неколико мањих потока, док из њега истиче река Шоша.

## Живи свет језера
Језеро је богато фитопланктоном чија укупна биомаса достиже 2,42 г/м³ и у њему обитава око 26 врста зоопланктона карактеристичних за плитководна језера.
Језеро је доста богато ихтиофауном у којој доминирају шаран, лињак, штука, смуђ и црвенперка.